# Женская сборная Индии по софтболу
Женская национальная сборная Индии по софтболу — представляет Индию на международных софтбольных соревнованиях. Управляющей организацией является Ассоциация софтбола Индии (англ. Softball Association of India).

## Результаты выступлений

### Чемпионаты мира
| Год        | Победы         | Поражения      | Место          |
| ---------- | -------------- | -------------- | -------------- |
| 1965—2014  | не участвовали | не участвовали | не участвовали |
| 2016       | 1              | 6              | 29             |
| 2018—н. в. | не участвовали | не участвовали | не участвовали |

### Чемпионаты Азии
| Год       | Победы         | Поражения      | Место          |
| --------- | -------------- | -------------- | -------------- |
| 1967—1987 | не участвовали | не участвовали | не участвовали |
| 1991      |                |                | 12             |
| 1995      |                |                | ??             |
| 1999      |                |                | ??             |
| 2004      |                |                | 12             |
| 2007      | не участвовали | не участвовали | не участвовали |
| 2011      | 1              | 4              | 10             |
| 2017      | 1              | 4              | 9              |
| 2019      | 0              | 4              | 10             |